# Primary Account Number
Die Primary Account Number (PAN, dt. Primäre Kontonummer) ist eine Zeichenfolge einer Identitätskarte, die den Aussteller der Karte und den Karteninhaber identifiziert. PAN sind in ISO/IEC 7812 international genormt.
Identitätskarten mit PAN gibt es in verschiedenen Kartensystemen und in verschiedenen Bereichen der Wirtschaft und Gesellschaft: Speziell im Zusammenhang mit dem bargeldlosen Zahlungsverkehr ist die PAN eine Zahlungskartennummer; sie identifiziert eindeutig den Aussteller einer Kreditkarte oder Debitkarte und das zur Karte gehörende Konto des Karteninhabers. Im Gesundheitswesen ist die PAN der Elektronischen Gesundheitskarte als Kennnummer der Karte auf der Rückseite angegeben. In der Telekommunikation handelt es sich bei der in SIM-Karten gespeicherten ICCID um eine PAN.
Die PAN ist auf der Spur 2 einer Identitätskarte codiert.

## Aufbau
Der internationale Standard ISO/IEC 7812-1 (Identification cards — Identification of issuers — Part 1: Numbering system) bestimmt den Aufbau der PAN. Mit Stand 2017 besteht sie aus 10 bis zu 19 Zeichen in drei Teilen:
- Die ersten acht Zeichen heißen Issuer Identification Number (IIN), bei Zahlungskarten auch Bank Identification Number (BIN). Sie identifizieren den Aussteller der Karte.
- Es folgen ein bis zehn Zeichen, die das individuelle Konto identifizieren (individual account identification).
- Das letzte Zeichen ist eine Prüfziffer, berechnet mit dem Luhn-Algorithmus.

Die ersten ein oder zwei Ziffern können bestimmte, standardisierte Nummernkreise identifizieren. Für bestimmte Nummernkreise können die IIN landesspezifisch vergeben werden, in diesen Fällen folgt auf die ersten zwei Ziffern ein dreistelliger Ländercode nach ISO 3166 (<CCC>):
- 00: für Institutionen, die keine Karten ausstellen
- 80<CCC>: für Einrichtungen des Gesundheitswesens
- 89: für Betreiber von Telekommunikationsnetzen
- 9<CCC>: können durch nationale Standardgremien vergeben werden

In älteren Versionen des Standards war die erste Ziffer der IIN ein Major Industry Identifier (MII), der die Branche identifizierte. Die IIN hatte sechs statt acht Zeichen, die PAN höchstens 17 Zeichen.

## Vergabe
Die Internationale Organisation für Normung (ISO) benennt eine Registrierungsstelle, die IIN vergibt und registriert (registration authority). Mit Stand 2024 ist dies die American Bankers Association (ABA). Die Verfahren zur Vergabe und Registrierung werden im internationalen Standard ISO/IEC 7812-2 geregelt.
IIN, die mit 89 beginnen, werden durch die International Telecommunication Union (ITU) vergeben. IIN, die mit den Ziffern 80 oder 9 beginnen, werden durch nationale Einrichtungen vergeben.
Für die Vergabe der Kontonummer (individual account identification) sind dann die jeweiligen Kartenaussteller verantwortlich, die durch die IIN identifiziert werden.

## PAN von Zahlungskarten

### Verwendung
Bei der Zahlung mit einer Karte an einem Kartenterminal wird neben anderen Informationen die PAN ausgelesen, diese kann mit Hilfe von Datenbanken in Land, Kreditinstitut, Bankleitzahl und Kontonummer umgesetzt werden. Auf Kartenzahlungsbelegen wird die PAN abgedruckt. Dabei wird oftmals ein Teil der Ziffern der PAN durch x ersetzt. Dies nennt man PAN-Maskierung. Werden von der PAN Zeichen entfernt, zum Beispiel beim Schutz gespeicherter PAN, spricht man von PAN-Abkürzung (PAN-Truncation).

### Institutsnummer
Für den internationalen Kartenzahlungsverkehr mittels Bankkundenkarten haben die Spitzenverbände des Kreditgewerbes und die Deutsche Bundesbank eine gesonderte Institutsnummerierung festgelegt; danach erhält das kartenausgebende Kreditinstitut eine fünfstellige Institutsnummer.
Die Institutsnummer ist fünfstellig. Die Bundesbank hält eine aktuelle Liste der Bankleitzahlen und der zugehörigen PAN-Institutsnummer zum Download bereit. Jede Institutsnummer ist genau einer BLZ (RoutingNumber) zugeordnet, umgekehrt gilt dies nicht. Es gibt keine Möglichkeit, die 5-stellige Institutsnummer und die 8-stellige Bankleitzahl ineinander umzurechnen.
Die erste PAN-Institutsnummer für einen Zahlungsdienstleister wird in der Bankleitzahlliste im Datensatz mit Merkmal „1 == ist bankleitzahlführender Zahlungsdienstleister“ geführt. Sofern ein Zahlungsdienstleister mehrere Institutsnummern für PAN führt, werden die weiteren Institutsnummern unter dem Merkmal 2 abgelegt.
Beispiel: die Aachener Bank in 52001 Aachen, Swiftcode GENODED1AAC (Bankleitzahlliste vom 4. März 2019)
- führt die PAN-Institutsnummer 63015, die der BLZ 39060180 zugeordnet ist
- außerdem gibt es die Institutsnummer 73015, die ebenfalls der BLZ 39060180 zugeordnet ist

### Aufbau
Die BIN der deutschen Debitkarten beginnen mit 672, die BIN der Sparkassenkarten mit 59.
Für deutsche Debitkarten sieht die Kodierung der PAN wie folgt aus:
| 672        | Präfix einer deutschen Debitkarte |
| ppppp      | fünfstellige Institutsnummer      |
| kkkkkkkkkk | zehnstellige Kontonummer          |
| z          | Prüfziffer                        |